# Umberto Piscicelli

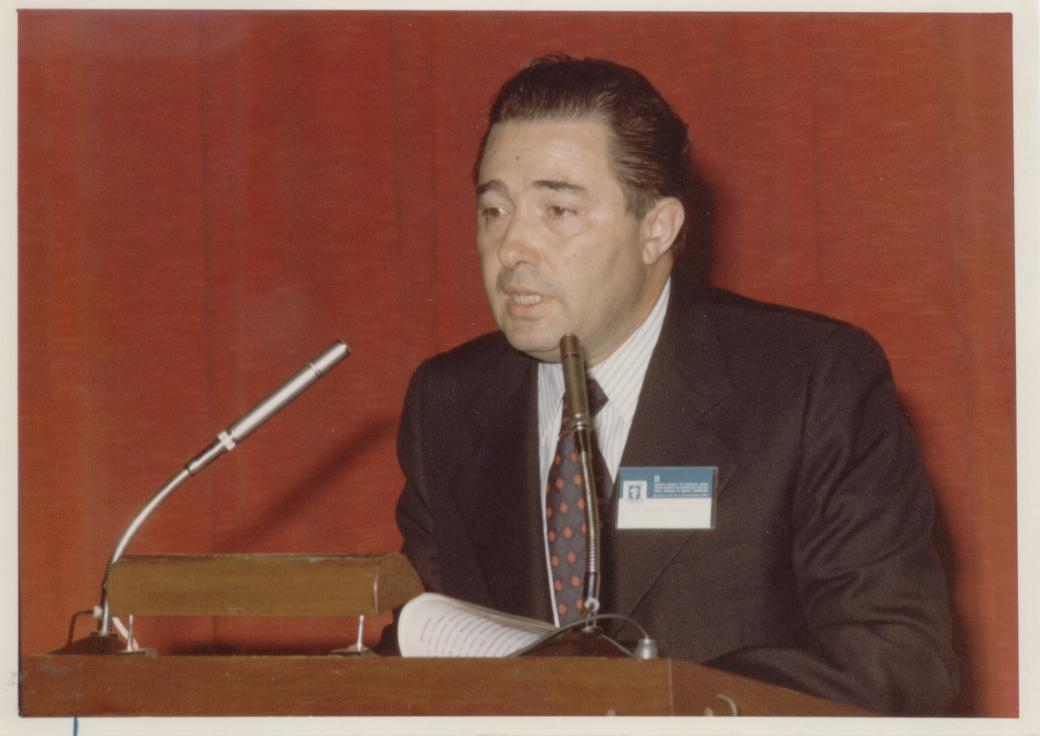
Umberto Piscicelli

Umberto Piscicelli (Scerni, 29 settembre 1927 – Roma, 22 luglio 2003) è stato un medico e scrittore italiano, noto per aver introdotto un nuovo metodo di training autogeno (metodo RAT) appositamente concepito per la preparazione al parto, quindi adattato alle psicoterapie dei disturbi psicosomatici.

## Biografia
Laureatosi in Medicina e Chirurgia presso l'Università di Roma nel 1951, dal suo interesse per le scienze biologiche, la psicologia comparata, la psicologia evolutiva e la psicoanalisi, sviluppò una competenza multidisciplinare in medicina psicosomatica che lo condusse all'insegnamento di questa materia in ambito ostetrico e ginecologico all'Università Cattolica di Roma e all'Università dell'Aquila fin dal 1976, alla fondazione e direzione della Scuola di Formazione in Medicina Psicosomatica e Psicoprofilassi Ostetrica-Ginecologica-Neonatologica dell'Ospedale "Cristo Re" di Roma dal 1984, e alla pubblicazione di numerose opere e diversi articoli. 

## Contributi
Esperto di sessuologia e di patologia della riproduzione umana, studiò in particolare la sterilità femminile psicogena e, basandosi su una psicoprofilassi ostetrica tesa sostanzialmente "a prevenire danni e dolore", elaborò il metodo RAT (Respiratory Autogenous Training) per la pratica del training autogeno durante la preparazione al parto. Derivato dai corsi e dalla ginnastica per una "nascita senza paura" proposti da Grantly Dick-Read all'inizio del Novecento, dal sistema del "parto senza dolore" di Fernand Lamaze e dalla tecnica del "training autogeno" di Johannes Heinrich Schultz, il metodo RAT di Piscicelli se ne distingue per la facilità di esecuzione e perché utilizza il respiro spontaneo (autogenous) senza formule ipnotiche, di suggestione o direttive. Messo a punto alla fine degli anni cinquanta presso il Policlinico Agostino Gemelli di Roma, il metodo RAT fu adottato nei consultori italiani fin dal 1965, anche se l'autore lo presentò ufficialmente solo nel 1977.
Nel 1998, ha ricevuto il premio per la cultura scientifica dalla Presidenza del Consiglio dei ministri.

## Opere principali
- Training autogeno respiratorio e psicoprofilassi ostetrica (presentazione di Adriano Bompiani), Padova, Piccin, 1977 (2ª edizione, 1982, ISBN 88-212-0890-7; 3ª edizione 1991, ISBN 88-299-0923-8).

(EN)  Trad. inglese di Paul Foulkes: Respiratory autogenic training and obstetric psychoprophylaxis, Padova, Piccin, 1987. ISBN 88-299-0242-X.
- Psicosomatica ginecologica, Padova, Piccin, 1979. ISBN 88-212-0008-6.
- Introduzione alla psicosomatica, Roma, Astrolabio, 1985. ISBN 88-340-0825-1.
- Psicosomatica del transfert. Per una visione naturale della comunicazione umana, Milano, Masson, 1988. ISBN 88-214-1831-6.
- Sessuologia. Teoremi psicosomatici e relazionali, Padova, Piccin, 1993. ISBN 88-299-1142-9.
- Trance e psicoterapie brevi. Procedure inconsce di terapie eterogene ed autogene, Roma, Editrice Universo, 1995.
- La guarigione in noi, Roma, Borla, 1997. ISBN 88-263-1205-2.[8]
- La luna si è rotta. Antropologia dello sviluppo mentale, Roma, A. Armando Editore, 2000. ISBN 88-8358-059-1.